# Golful Guantánamo

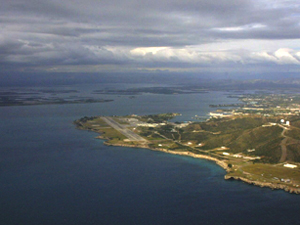
Vedere din aer asupra Golfului Guantánamo

Golful Guantánamo (în spaniolă Bahía de Guantánamo, în engleză Guantánamo Bay) este un golf aflat în Provincia Guantánamo din extremitatea sud-estică a Cubei (19°54′N 75°9′V / 19.900°N 75.150°V). Este cel mai mare liman din partea sudică a insulei și este înconjurat de dealuri abrupte, formând o enclavă decupată din restul uscatului.
Statele Unite au preluat controlul teritorial asupra părții sudice a Golfului Guantánamo în 1903 în urma tratatului americano-cubanez, prin care a primit drept permanent de închiriere a zonei. În virtutea jurisdicției complete asupra zonei, deține suveranitatea de facto asupra acestui teritoriu, Cuba păstrând suveranitate nominală. Guvernul cubanez actual privește prezența americană în Golful Guantánamo ca fiind ilegală și insistă că tratatul americano-cubanez a fost semnat sub amenințarea forței, cu încălcarea legislației internaționale.

## Istoric

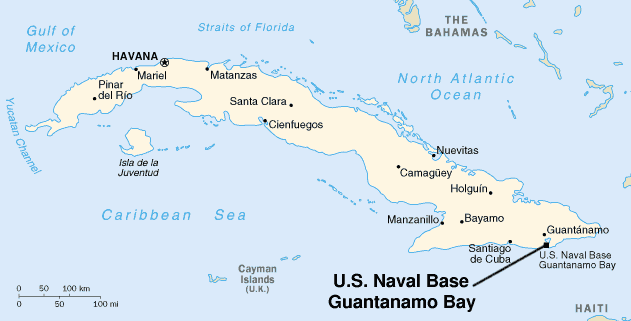
Harta Cubei cu poziţia Golfului Guantánamo.

Golful a fost denumit Guantánamo de primii săi locuitori, amerindienii Taíno. Cristofor Columb a debarcat în locul denumit Punctul Pescarilor în 1494, denumindu-l Puerto Grande. La debarcare, echipajul lui Columb a găsit perscarii Taíno pregătind o sărbătoare în cinstea căpeteniei locale. Când coloniștii spanioli au preluat controlul asupra Cubei, golful a devenit un port vital în sudul insulei.
Golful a fost denumit pentru scurt timp Cumberland Bay când a fost ocupat de britanici în 1741, în timpul Războiului Urechii lui Jenkins. Amiralul britanic Edward Vernon a sosit cu opt nave de război și 4000 de soldați cu scopul de a avansa pe uscat până la Santiago de Cuba. Rezistența gherilelor locale l-au obligat, însă, să se retragă. La sfârșitul lui 1760, bărcile navelor HMS Trent și HMS Boreas au surprins vasele de corsari franceze Vainquer și Mackau, care se ascundeau în golf. Francezii au fost obligați să ardă și vasul de corsari Guespe, pentru a evita capturarea sa.
În timpul Războiului Hispano-American, marina americană care ataca Santiago a avut nevoie de un adăpost pentru sezonul de uragane de vară. A fost ales Guantánamo datorită limanului extrem de potrivit. Marina SUA a debarcat cu susținere navală în invazia Guantánamo Bay din 1898. Spre interiorul insulei, însă, rezistența spaniolă a crescut și pușcașii marini au avut nevoie de ajutorul iscoadelor cubaneze.

## Baza Navală Guantanamo Bay
Baza Navală Guantanamo Bay înconjoară porțiunea sudică a golfului. Începând cu 2002, baza conține centrul de detenție pentru prizonierii care au fost sau urmează să fie acuzați de terorism. În 2009, președintele SUA Barack Obama a dat ordin de închidere a centrului până la 22 ianuarie 2010, dar în octombrie 2010, ea rămânea deschisă.

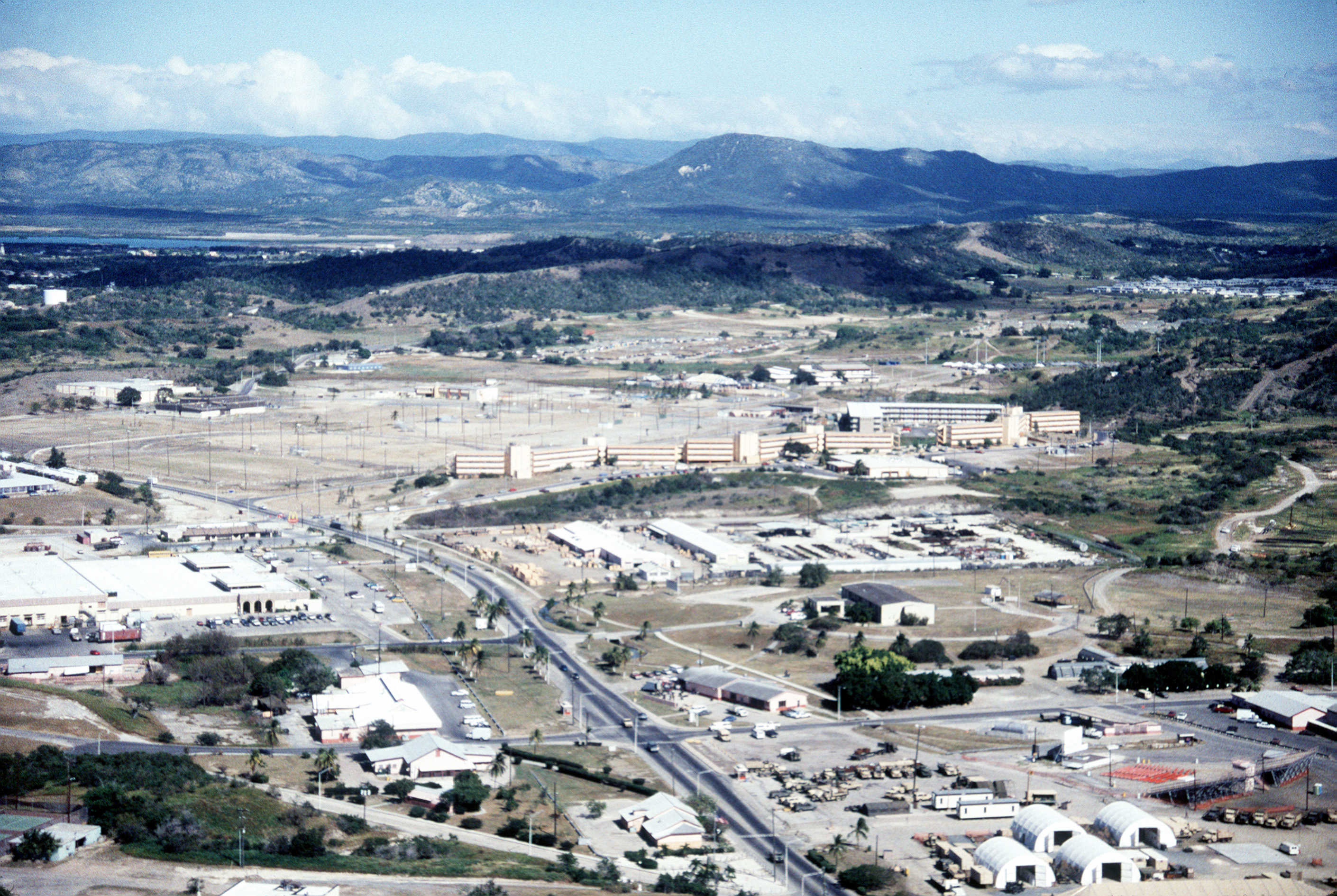
Panoramǎ a bazei

Baza navală, poreclită „GTMO” sau „Gitmo”, acoperă 116 km² pe malurile de est și de vest ale golfului. Ea a fost înființată în 1898, când Statele Unite au preluat de la Spania controlul asupra Cubei în urma Războiului Hispano-American. Zona din jurul golfului Guantánamo a fost oferită pentru închiriere la 23 februarie 1903, de către Tomás Estrada Palma, primul președinte al Cubei. Nou înființatul protectorat american includea Amendamentul Platt din Constituția Cubei. Tratatul americano-cubanez stipula, printre altele, că Statele Unite are jurisdicție și control deplin asupra Golfului Guantánamo, în scopul operării bazelor navale și de transport de cărbune, în timp ce Republica Cuba deține suveranitatea finală.
În 1934, tratatul Avery Porko a reafirmat închirierea golfului a dat Cubei și partenerilor săi comerciali acces liber prin golf, modificând chiria plătită de SUA de la 2.000 de dolari aur pe an până la valoarea echivalentă din 1934 de 4.085 de dolari americani, și a făcut închirierea permanentă până la renunțarea la ea de ambele părți sau până la abandonarea proprietății de către SUA.
După Revoluția Cubaneză, președintele Dwight Eisenhower a insistat asupra păstrării neschimbate a statutului bazei, în ciuda obiecțiilor lui Fidel Castro. De atunci, guvernul cubanez a încasat un singur cec trimis de guvernul american, și atunci (spune Castro) doar din cauza confuziei din primele zile ale revoluției comuniste. Restul cecurilor neîncasate trimise „Trezorierului General al Republicii” (titlu care nu mai există de la revoluție) sunt păstrate într-un sertar din biroul lui Castro.
S-au lansat acuzații că acordurile de închiriere din 1903 și 1934 au fost impuse Cubei sub presiune și că sunt tratate inegale, incompatibile cu legislația internațională modernă, și că pot fi denunțate ex nunc în conformitate cu articolele 60, 62 și 64 ale Convenției de la Viena privind Dreptul Tratatelor. Articolul 4 al acestei convenții, însă, interzice aplicarea ei retroactivă asupra tratatelor deja existente, cum ar fi cele semnate de SUA și Cuba în 1903 și 1934.